# Volontari Armati Italiani
I "Volontari Armati Italiani" - VAI furono un gruppo di combattimento partigiano durante la Seconda guerra mondiale, fondato da Jerzy Sas Kulczycki su mandato del governo Badoglio.

## Storia
Jerzy Sas Kulczycki, ufficiale di marina, dopo l'Armistizio di Cassibile operò in Veneto fino a fine 1943. A gennaio 1944 si spostò a Milano, dove su mandato del governo Badoglio, iniziò l'attività di formazione del "VAI" - Volontari Armati Italiani, e ne redasse lo Statuto da sottoporre al Regno del Sud. Sarà il primo Capo di Stato Maggiore della Brigata partigiana.
A Berna prese contatto con gli Alleati, i quali cominciano a finanziare l'organizzazione ed a effettuare lanci di rifornimento a suo favore.